# Liga Femenina de Baloncesto 2016-2017
Il campionato spagnolo di pallacanestro femminile 2016-2017 è stato il 54º.
Il Perfumerías Avenida ha vinto il campionato per la quinta volta sconfiggendo nella finale play-off lo Spar CityLift Girona per 2-1.

## Regolamento
Le squadre classificate dal primo al sesto posto al termine della regular season si qualificano ai play-off per l'assegnazione del titolo di campione di Spagna.
Le squadre classificate al tredicesimo e quattordicesimo posto retrocedono in Liga Femenina 2.

## Squadre partecipanti
Nella stagione precedente è retrocessa in LF2 l'Iraurgi SB e il CB Conquero d'ufficio. Il loro posto è stato preso dall'Araski Vitoria, e dall'Al-Qázeres promosse dalla LF2.
| Squadra              | Allenatore                                                                      | Campo di gioco                                    | Risultato stagione 2015-16 |
| -------------------- | ------------------------------------------------------------------------------- | ------------------------------------------------- | -------------------------- |
| Avenida              | Miguel Ángel Ortega                                                             | Pabellón de Würzburg di Salamanca                 | 1º posto in LF             |
| Uni Girona           | Eric Surís                                                                      | Pabellón Municipal Girona-Fontajau di Gerona      | 2º posto in LF             |
| Universitario Ferrol | Lino Lopez                                                                      | Pabellón Municipal de Esteiro di Ferrol           | 11º posto in LF            |
| Gernika Bizkaia      | Mario López                                                                     | Pol. Maloste di Guernica                          | 6º posto in LF             |
| Araski Vitoria       | Madelén Urieta                                                                  | Polideportivo Mendizorrotza di Vitoria            | 1º posto in LF2            |
| Ibaeta               | Aranzazu Muguruza                                                               | Polideportivo José Antonio Gasca di San Sebastián | 10º posto in LF            |
| Promete Logroño      | Andreu Bou                                                                      | CDM Lobete di Logroño                             | 12º posto in LF            |
| Sedis Seu d'Urgell   | Joan Carles Pié                                                                 | Palau d'Esports di La Seu d'Urgell                | 5º posto in LF             |
| Al-Qázeres           | Jacinto Carbajal                                                                | Juan Serrano Macayo di Cáceres                    | 2º posto in LF2            |
| Bembibre             | Fran García                                                                     | Bembibre Arena di Bembibre                        | 8º posto in LF             |
| Zamarat              | Lucas Fernández                                                                 | Polideportivo Municipal Ángel Nieto di Zamora     | 9º posto in LF             |
| CDB Saragozza        | Víctor Lapeña                                                                   | Pabellón Eduardo Lastrada di Saragozza            | 4º posto in LF             |
| CREF Madrid          | Antonio Pernas (1ª–11ª) Pepe Vázquez (12ª–18ª) José Luis Gómez-Cellés (19ª–26ª) | Canal de Isabel II di Madrid                      | 7º posto in LF             |
| Islas Canarias       | Domingo Díaz Enrique Mederos (1ª–7ª) Pepe Carrión (8ª–26ª)                      | Polideportivo La Paterna di Las Palmas            | 13º posto in LF            |

## Stagione regolare

### Classifica
|  | Pos. | Squadra                     | Pt. | G  | V  | P  | PtF  | PtS  | Dif. | QP    | Qualif.     |
|  | ---- | --------------------------- | --- | -- | -- | -- | ---- | ---- | ---- | ----- | ----------- |
|  | 1.   | Perfumerías Avenida         | 51  | 26 | 25 | 1  | 1889 | 1452 | +437 |       | ai play-off |
|  | 2.   | Spar CityLift Girona        | 47  | 26 | 21 | 5  | 1978 | 1651 | +327 |       | ai play-off |
|  | 3.   | Lointek Gernika Bizkaia     | 42  | 26 | 16 | 10 | 1696 | 1528 | +168 |       | ai play-off |
|  | 4.   | Star Center–Uni Ferrol      | 41  | 26 | 15 | 11 | 1742 | 1801 | -59  |       | ai play-off |
|  | 5.   | IDK Gipuzkoa                | 40  | 26 | 14 | 12 | 1743 | 1728 | +15  |       | ai play-off |
|  | 6.   | Lacturales Araski           | 39  | 26 | 13 | 13 | 1634 | 1735 | -101 | 1,046 | ai play-off |
|  | 7.   | Campus Promete              | 39  | 26 | 13 | 13 | 1792 | 1787 | +5   | 1,003 |             |
|  | 8.   | Cadí La Seu                 | 39  | 26 | 13 | 13 | 1662 | 1655 | +7   | 0,948 |             |
|  | 9.   | Al-Qázeres Extremadura      | 37  | 26 | 11 | 15 | 1755 | 1802 | -47  |       |             |
|  | 10.  | Embutidos Pajariel Bembibre | 36  | 26 | 10 | 16 | 1682 | 1770 | -88  | 1,080 |             |
|  | 11.  | Mann-Filter                 | 36  | 26 | 10 | 16 | 1706 | 1771 | -65  | 0,925 |             |
|  | 12.  | Quesos El Pastor            | 35  | 26 | 9  | 17 | 1666 | 1770 | -104 |       |             |
|  | 13.  | CREF ¡Hola!                 | 33  | 26 | 7  | 19 | 1603 | 1859 | -256 |       |             |
|  | 14.  | Spar Gran Canaria           | 31  | 26 | 5  | 21 | 1619 | 1858 | -239 |       |             |

Legenda:
       Campione di Spagna.
      Ammessa ai play-off.
      Retrocessa in LF2.
  Vincitrice della Coppa de le Reina 2017
  Vincitrice della Supercoppa
Note:
Due punti a vittoria, uno a sconfitta.

### Risultati
|                      | ASE   | ARA   | BZA   | AQA   | AVE   | BEM   | IBA   | ZAM   | CPR   | CRE   | GBZ   | GIR   | GCA   | UFE   |
| -------------------- | ----- | ----- | ----- | ----- | ----- | ----- | ----- | ----- | ----- | ----- | ----- | ----- | ----- | ----- |
| AE Sedis             |       | 62-68 | 53-56 | 68-56 | 51-69 | 68-75 | 66-62 | 74-58 | 75-57 | 70-59 | 53-54 | 68-64 | 62-49 | 65-74 |
| Araski AES           | 57-50 |       | 75-70 | 67-59 | 42-63 | 67-55 | 64-60 | 56-63 | 72-58 | 69-65 | 61-63 | 57-80 | 79-66 | 66-53 |
| Basket Zaragoza      | 49-61 | 65-63 |       | 91-88 | 70-73 | 61-48 | 63-66 | 77-65 | 59-68 | 53-56 | 55-62 | 63-67 | 88-83 | 73-66 |
| CB Al-Qazeres        | 84-81 | 64-67 | 82-59 |       | 55-61 | 82-57 | 66-71 | 87-77 | 70-82 | 82-64 | 72-69 | 61-78 | 68-66 | 71-74 |
| CB Avenida           | 62-53 | 70-51 | 71-34 | 52-49 |       | 69-46 | 77-43 | 80-73 | 75-53 | 75-63 | 71-56 | 67-60 | 96-48 | 87-63 |
| CP Bembibre          | 78-68 | 79-71 | 73-51 | 88-69 | 50-67 |       | 68-70 | 63-55 | 93-68 | 61-67 | 66-77 | 54-91 | 69-68 | 61-71 |
| CD Ibaeta            | 72-73 | 75-80 | 47-69 | 66-41 | 59-74 | 64-62 |       | 72-66 | 62-68 | 86-54 | 70-69 | 57-50 | 70-57 | 86-73 |
| CD Zamarat           | 64-72 | 73-37 | 72-69 | 88-71 | 52-71 | 55-53 | 74-67 |       | 53-63 | 52-66 | 56-69 | 61-88 | 83-71 | 56-65 |
| Campus Promete       | 72-54 | 87-72 | 61-70 | 51-56 | 61-79 | 74-66 | 66-92 | 67-71 |       | 83-58 | 76-69 | 72-82 | 77-42 | 72-66 |
| Deportivo CREF       | 63-65 | 47-67 | 60-84 | 61-63 | 47-86 | 68-60 | 70-81 | 64-61 | 73-93 |       | 39-68 | 64-73 | 77-66 | 77-63 |
| Gernika Bizkaia      | 67-71 | 66-47 | 78-64 | 67-75 | 62-51 | 68-58 | 57-62 | 68-47 | 54-49 | 72-46 |       | 61-50 | 78-50 | 68-73 |
| Girona Basket        | 72-51 | 79-56 | 84-75 | 75-56 | 76-85 | 82-62 | 85-67 | 81-72 | 87-74 | 91-78 | 59-55 |       | 72-58 | 87-62 |
| Gran Canaria 2014    | 52-76 | 91-53 | 70-67 | 74-66 | 52-70 | 62-68 | 66-53 | 58-68 | 66-71 | 62-46 | 51-69 | 52-88 |       | 48-52 |
| Universitario Ferrol | 62-52 | 72-70 | 79-71 | 48-62 | 83-88 | 57-69 | 70-63 | 61-51 | 71-69 | 73-71 | 56-50 | 63-77 | 92-91 |       |

## Play-off
|  | Quarti | Quarti                  | Quarti               |                        |                     | Semifinali          | Semifinali          | Semifinali |  |  | Finale | Finale | Finale |  |
|  |        |                         |                      |                        |                     |                     |                     |            |  |  |        |        |        |  |
|  |        |                         |                      |                        |                     | 1                   | Perfumerías Avenida | 2          |  |  |        |        |        |  |
|  |        |                         |                      |                        |                     | 1                   | Perfumerías Avenida | 2          |  |  |        |        |        |  |
|  |        |                         | 4                    | Star Center–Uni Ferrol | 0                   |                     |                     |            |  |  |        |        |        |  |
|  | 4      | Star Center–Uni Ferrol  | 4                    | Star Center–Uni Ferrol | 0                   | 2                   |                     |            |  |  |        |        |        |  |
|  | 4      | Star Center–Uni Ferrol  |                      |                        |                     |                     |                     |            |  |  |        |        |        |  |
|  | 5      | IDK Gipuzkoa            | 1                    |                        |                     |                     |                     |            |  |  |        |        |        |  |
|  | 5      | IDK Gipuzkoa            | 1                    |                        | Perfumerías Avenida | Perfumerías Avenida | 2                   |            |  |  |        |        |        |  |
|  |        |                         |                      |                        |                     |                     |                     |            |  |  |        |        |        |  |
|  |        |                         | Spar CityLift Girona | Spar CityLift Girona   | 1                   |                     |                     |            |  |  |        |        |        |  |
|  |        |                         |                      | Spar CityLift Girona   | 1                   |                     |                     |            |  |  |        |        |        |  |
|  |        |                         |                      |                        |                     |                     |                     |            |  |  |        |        |        |  |
|  |        |                         |                      |                        |                     |                     |                     |            |  |  |        |        |        |  |
|  |        | 2                       | Spar CityLift Girona | 2                      |                     |                     |                     |            |  |  |        |        |        |  |
|  |        |                         |                      | 2                      |                     |                     |                     |            |  |  |        |        |        |  |
|  |        |                         | 6                    | Lacturale Araski       | 0                   |                     |                     |            |  |  |        |        |        |  |
|  | 3      | Lointek Gernika Bizkaia | 6                    | Lacturale Araski       | 0                   | 0                   |                     |            |  |  |        |        |        |  |
|  | 3      | Lointek Gernika Bizkaia |                      |                        |                     |                     |                     |            |  |  |        |        |        |  |
|  | 6      | Lacturale Araski        | 2                    |                        |                     |                     |                     |            |  |  |        |        |        |  |

## Quarti di finale
Gare disputate l'andata il 5 aprile, il ritorno l'8 aprile (Araski AES-Gernika Bizkaia) e il 9 aprile (CD Ibaeta-Universitario Ferrol); lo spareggio il 12 aprile.
| Squadra 1               | Totale | Squadra 2        | Gara 1  | Gara 2  | Gara 3  |
| ----------------------- | ------ | ---------------- | ------- | ------- | ------- |
| Lointek Gernika Bizkaia |        | Lacturale Araski | 61 - 64 | 54 - 57 | -       |
| Star Center–Uni Ferrol  |        | IDK Gipuzkoa     | 68 - 60 | 59 - 61 | 59 - 56 |

## Semifinali
Gare disputate l'andata il 14 aprile (CB Avenida-Universitario Ferrol) e il 15 aprile (Girona Basket-Araski AES), il ritorno il 18 aprile (Universitario Ferrol-CB Avenida) e il 19 aprile (Girona Basket-Girona Basket).
| Squadra 1            | Totale | Squadra 2              | Gara 1  | Gara 2  | Gara 3 |
| -------------------- | ------ | ---------------------- | ------- | ------- | ------ |
| Perfumerías Avenida  | 2-0    | Star Center–Uni Ferrol | 69 - 45 | 61 - 39 | -      |
| Spar CityLift Girona | 2-0    | Lacturale Araski       | 80 - 51 | 61 - 43 | -      |

## Finale
Gare disputate il 26 aprile, il 29 aprile e il 2 maggio.
| Squadra 1           | Totale | Squadra 2            | Gara 1  | Gara 2  | Gara 3  |
| ------------------- | ------ | -------------------- | ------- | ------- | ------- |
| Perfumerías Avenida | 2-1    | Spar CityLift Girona | 71 - 51 | 75 - 79 | 67 - 46 |

## Verdetti
- Campione di Spagna:  Avenida
Formazione: (2) Adaora Elonu, (6) Silvia Domínguez, (9) Jelena Milovanović, (15) Laura Gil, (17) Erica Wheeler,[6] (18) Ángela Salvadores, (19) Laura Quevedo, (21) Tijana Krivaćević, (22) Chrissy Givens, (44) Gabriela Mărginean. Allenatore: Miguel Ángel Ortega.
- Retrocessa in Liga feminina 2:   CREF Madrid e  Islas Canarias.
- Vincitrice Coppa de la Reina:  Avenida
- Vincitrice Supercoppa:  Avenida